# Cetiosaurus
Il cetiosauro (gen. Cetiosaurus Owen, 1841) era un grande dinosauro erbivoro vissuto nel Giurassico medio (180 - 165 milioni di anni fa) in Inghilterra.

## Il primo sauropode descritto

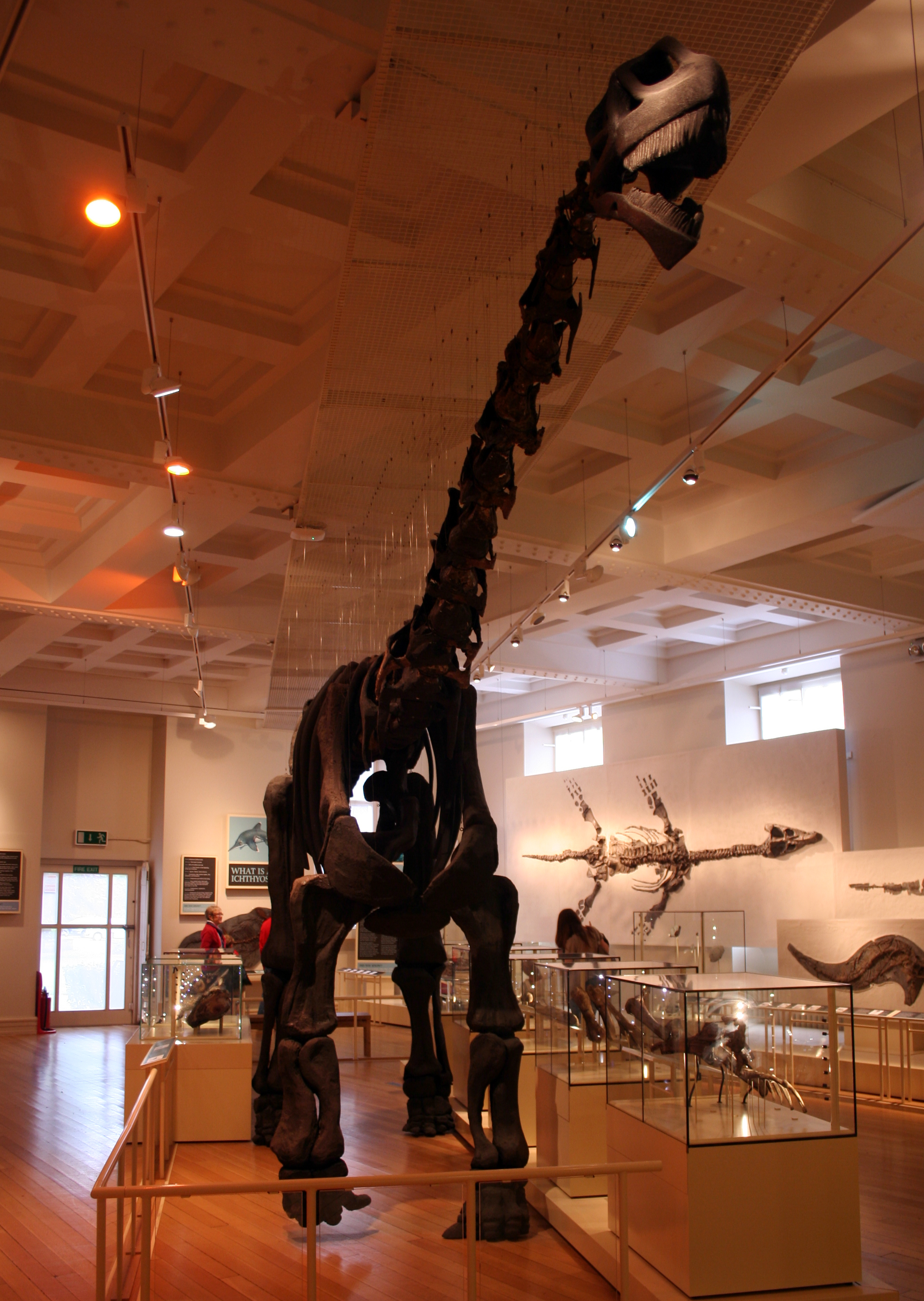
Scheletro montato di Cetiosaurus

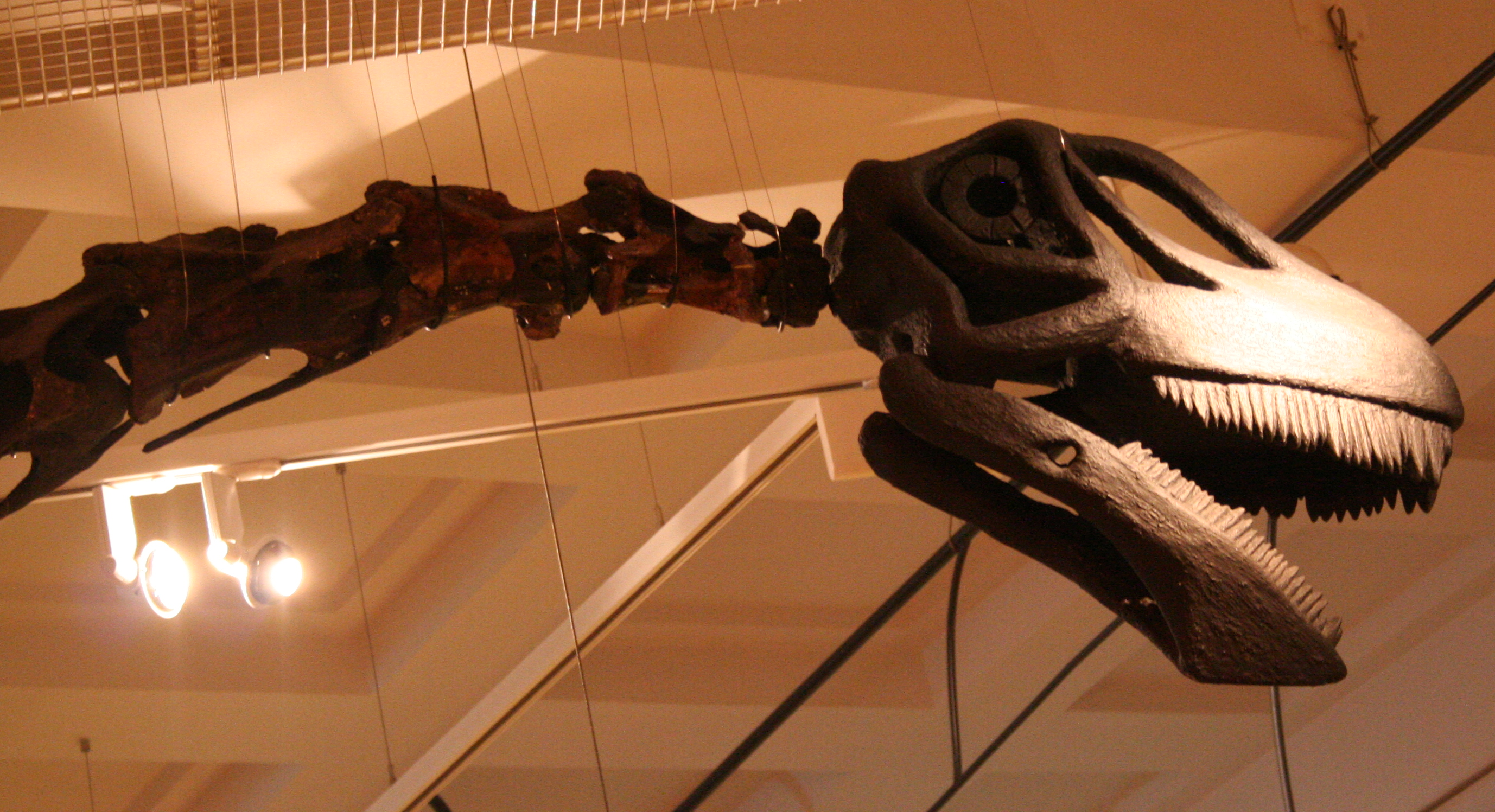
Dettaglio del cranio

Benché molto famoso nella letteratura divulgativa, questo dinosauro è ben poco conosciuto a livello scientifico, dal momento che i suoi resti fossili includono principalmente ossa sparse di zampe e vertebre. La grande importanza del cetiosauro è storica, e sta nel fatto che esso è stato il primo dinosauro sauropode (ovvero quei dinosauri quadrupedi giganteschi, con collo e coda lunghi) a essere descritto. Lo scienziato a cui si deve la scoperta fu Richard Owen, nel 1841, un anno prima di coniare il termine Dinosauria. Il suo nome significa "lucertola balena" (dal greco antico cetus/κητος, "mostro marino" o "balena", e saurus/σαυρος, "lucertola") poiché Owen, quando scoprì le ossa gigantesche, era convinto appartenessero a un qualche tipo di rettile acquatico, simile a un immenso coccodrillo. Successivamente, ulteriore materiale venne scoperto negli anni successivi e nel 1868 fu rinvenuto uno scheletro di cetiosauro quasi completo, seppur privo di testa. I suoi tratti indiscutibilmente da dinosauro furono riconosciuti quindi solo nel 1869 da Thomas Henry Huxley.

## Problemi tassonomici
La specie descritta da Owen è conosciuta come C. medius, ma nonostante sia la prima specie di sauropode nota, è basata su ossa sparse ed è considerata un nomen dubium, così come l'altra specie di Owen, C. longus, descritta nel 1842. Le ricostruzioni del cetiosauro si basano in gran parte sullo scheletro scoperto nel 1868, denominato C. oxoniensis nel 1871 e considerato tuttora una specie valida, dalle caratteristiche vertebre a forma di chitarra. Upchurch, di recente, ha proposto che questa specie venga adottata quale neotipo del genere Cetiosaurus.

## Descrizione
Si stima che, in vita, il cetiosauro pesasse intorno alle 25 tonnellate e fosse lungo circa 18 metri in media. Il corpo era eccezionalmente voluminoso ed era sorretto da arti graviportali, adatti per sostenere l'enorme peso. La coda dell'animale, inoltre, era più corta rispetto alla media dei sauropodi. L'ambiente giurassico in cui si muoveva questo grande animale era probabilmente quello di grandi pianure alluvionali e territori boscosi, abitati con tutta probabilità anche da carnivori come il Megalosaurus, che forse era il suo predatore principale.

## Parentele
Il cetiosauro è una forma abbastanza primitiva, ma è comunque uno dei primi sauropodi giganti e alcune caratteristiche lo fanno ritenere un neosauropode. 
I suoi parenti più stretti potrebbero essere il sudamericano Patagosaurus e, forse, il misterioso Rhoetosaurus dell'Australia. Il cetiosauro dà il nome alla famiglia dei cetiosauridi, un gruppo di antichi sauropodi primitivi ma già giganteschi dalle caratteristiche non ben definite, più evoluti dei vulcanodontidi.

## Una specie africana?
Lapparent, nel 1955, descrisse le grandi ossa di un sauropode dal Giurassico medio del Marocco come Cetiosaurus mogrebiensis. Successivamente, un grande scheletro quasi completo venne dissotterrato e ascritto a questa specie. Più tardi, però, si stabilì che lo scheletro non apparteneva a una specie di cetiosauro, ma a un animale completamente nuovo alla scienza, che venne descritto come Atlasaurus imelakei. In sostanza, non c'è alcuna ragione per ritenere che le grandi ossa descritte da Lapparent come C. mogrebiensis appartengano a un cetiosauro.